# Ogólna uprawa roli i roślin

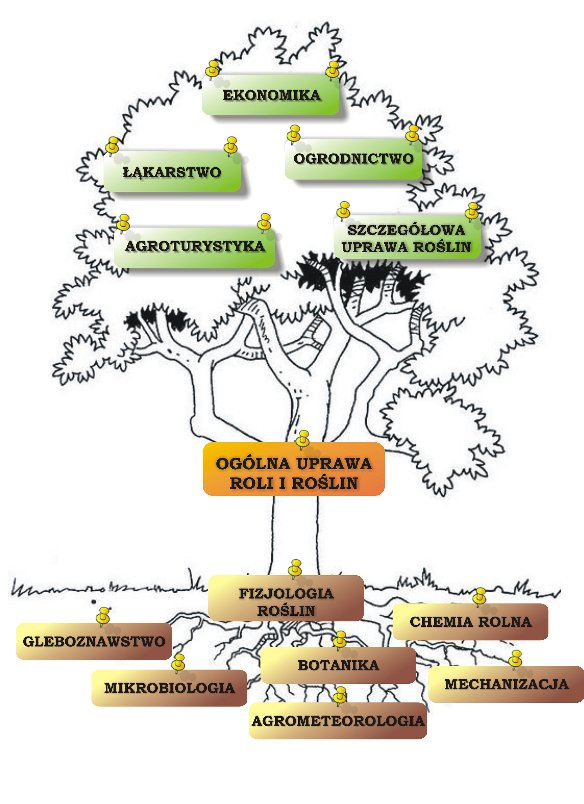
Ogólna uprawa roli i roślin jako interdyscyplina

Ogólna uprawa roli i roślin – nauka rolnicza o charakterze interdyscyplinarnym, będąca ogniwem scalającym przedmioty podstawowe (agrometeorologia, gleboznawstwo, fizjologia roślin, botanika, biochemia, fizyka, mikrobiologia) ze specjalistycznymi z zakresu produkcji roślinnej (ekologia, fitopatologia, entomologia, chemia rolna i inżynieria rolnicza), na której bazują inne nauki, takie jak: szczegółowa uprawa roślin, ogrodnictwo, łąkarstwo, ekonomika rolnictwa, agroturystyka. Jej celem jest uzyskiwanie wysokich, pełnowartościowych plonów dobrej jakości przy ekonomicznie uzasadnionych nakładach. 
Ogólna uprawa roli i roślin obejmuje: 
- siedliskoznawstwo,
- teorię uprawy roli,
- technologie uprawy roli,
- siew i sadzenie roślin,
- herbologię,
- pielęgnowanie roślin,
- zbiór,
- naukę o płodozmianach,
- systemy rolnicze.

Twórcą tej dyscypliny naukowej jest Bolesław Świętochowski.